# Улица Сабан (Казань)
Улица Саба́н (тат. Сабан урамы, Saban uramı) — улица в Московском и Кировском районах Казани, в историческом районе Пороховая слобода. 

## География
Начинаясь от улицы Кулахметова, пересекается с Окольной улицей, затем уходит вдоль границы Порохового кладбища в сторону улицы Восстания. Ранее пересекалась с Февральской улицей.

## История
Старейшее известное строение, имевшее адресацию по улице — Вторая Пороховая (или Рафиковская) мечеть, была построена в 1899/1900 годах; она же и дала улице одно из её названий — Мечетная. Кроме того, в первые десятилетия своего существования она имела и другие названия: Ново-Мечетная, Новая.
Переименована в Сабитовскую улицу протоколом комиссии Казгорсовета по наименованию улиц б/н от 2 ноября 1927 года, утверждённому 15 декабря того же года, однако уже к концу 1929 года она называлась улицей Сабан.
К концу 1930-х годов улица имела около 20 домовладений: №№ 3/4–23/58 по нечётной стороне и №№ 4–8, 14–24/60 по чётной.
Первые многоквартирные дома с адресацией по улице были построены в середине – второй половине 1970-х годов и находились вдали от проезда, образовывавшего улицу; вдоль самой улицы дома были построены в конце 1980-х – начале 2010-х годов, тогда же была снесена и большая часть частной застройки улицы.
После вхождения Пороховой слободы в состав Казани улица вошла в состав слободы Восстания, административно относившейся к 6-й городской части. После введения в городе деления на административные районы входила в состав Заречного (с 1931 года Пролетарского, с 1935 года Кировского, до 1990), Кировского и Московского (с 1990) районов.

## Транспорт
Общественный транспорт по улице не ходит. Ближайшие остановки общественного транспорта — «Сабан» на улице Кулахметова и «Тасма» на улице Восстания.

## Объекты
- № 1, 5, 7, 7а — жилые дома ТЭЦ-2.[21]
- № 2 — жилой дом Татарского производственного швейного объединения.[22]
- № 9/7 — Вторая Пороховая мечеть (снесена).
- от пересечения с Окольной улицей в сторону улицы Восстания, по чётной стороне — Пороховое кладбище[тат.].

## Известные жители
В доме № 9/7 в 1930-е годы проживал Ахметкарим Садыков (Мухаметсадыков), имам Второй Пороховой мечети.